# Hypocrita rubrifascia
Hypocrita rubrifascia là một loài bướm đêm thuộc phân họ Arctiinae, họ Erebidae.